# Aclerda digitata
Aclerda digitata är en insektsart som först beskrevs av Cockerell 1902.  Aclerda digitata ingår i släktet Aclerda och familjen Aclerdidae. Inga underarter finns listade i Catalogue of Life.